# Martin Schenck
Martin Adolf Friedrich Schenck (* 4. März 1876 in Siegen; † 23. Juni 1960 in Leipzig) war ein deutscher Biochemiker und Hochschullehrer an der Universität Leipzig.

## Leben
Martin Adolf Friedrich wurde als sechstes und jüngstes Kind des Arztes und Stadtverordneten in Siegen Martin Adolf Schenck (* 16. Oktober 1826 in Siegen; † 6. Mai 1918 ebenda) und dessen am 8. Juli 1856 in Siegen geheirateten Frau Ehefrau Johanna (geb. Dressler; * 4. November 1835 in Siegen; † 15. April 1923 in Weilburg) geboren. Er studierte von 1896 bis 1900 Medizin an den Universitäten Würzburg und Leipzig. Während seines Studiums wurde er Mitglied des Akademischen Gesangvereins Würzburg im Sondershäuser Verband. 1901 bestand er seine medizinische Staatsprüfung in Würzburg und promovierte 1903 zum Doktor der Medizin. 1905 wechselte er an die Universität Marburg, wurde 1906 Assistent am pharmazeutisch-chemischen Institut in Marburg und erwarb sich 1907 den philosophischen Doktorgrad. Danach habilitierte er sich 1912 als Privatdozent der Physiologische Chemie (Biochemie) in Marburg und war während des Ersten Weltkrieges Oberarzt in Groß-Gerau bei Darmstadt, sowie in Flandern.
1917 wurde er zum Professor ernannt. Von 1922 bis 1923 war er planmäßiger außerordentlicher Professor für Physiologische Chemie an der Tierärztlichen Hochschule Dresden, nach der Verlegung 1923 bis 1945 planmäßiger außerordentlicher Professor für Physiologische Chemie an der Veterinärmedizinischen Fakultät der Universität Leipzig. Im November 1933 unterzeichnete er das Bekenntnis der deutschen Professoren zu Adolf Hitler. Er war NSDAP-Mitglied und wurde deswegen 1945 entlassen.
Von 1952 bis zu seiner Emeritierung 1955 war er wieder Professor mit vollem Lehrauftrag für Physiologische Chemie an der Universität Leipzig. Er wurde als Hervorragender Wissenschaftler des Volkes geehrt. Sein Nachfolger wurde Erich Kolb.
Sein Spezialgebiet waren die Gallensäuren.

## Familie
Schenck verheiratete sich am 18. September 1908 in Nassau mit Frieda Maria Moser (* 13. Juni 1878 in Bad Ems), der Tochter des Dakans Christian Moser (* 1843; † 1899) und dessen Frau Charlotte Löhr (* 1843; † 1905). Aus der Ehe stammen Kinder. Von diesen kennt man:
1. Charlotte Johanna (Lotte Hanne) Hedwig Schenck (* 4. Dezember 1910 in Marburg), studierte Uni. Leipzig, 1934 Apothekerprüfung, danach Apothekerin in Mockau,
2. Wolfgang Friedrich Martin Schenck (* 22. August 1913 in Marburg; † 6. Mai 1929 in Nassau an der Lahn)

Seine Brüder waren der Physiologe Fritz Schenck sowie die Botaniker Heinrich Schenck und Adolf Schenck.

## Schriften
- Grundriss der physiologischen Chemie für Veterinärmediziner, Humanmediziner und Biologen, Jena 1953 (8. Aufl. Jena 1990)